# Barcea
Barcea est une commune roumaine située dans le județ de Galați.